# I Mitchell contro le macchine
I Mitchell contro le macchine (The Mitchells vs the Machines) è un film del 2021 scritto e diretto da Mike Rianda e Jeff Rowe.

## Trama
Katie Mitchell è una teenager di Kentwood, Michigan, che sogna di diventare un'artista digitale e spesso si scontra con suo padre Rick, tecnofobo e appassionato di vita all'aria aperta. Katie viene ammessa a una scuola di cinema in California, ma, la sera prima della partenza, ha un diverbio con suo padre che è in ansia per il suo futuro. Nel diverbio, Rick rompe accidentalmente il laptop di Katie, che si risente così tanto che la famiglia teme che i due non riusciranno mai più a ricongiungersi. Rick decide così di annullare senza preavviso il volo di Katie, per accompagnarla invece fino al college in auto, insieme alla madre Linda, al fratello più piccolo Aaron e al cane Monchi. La speranza di Rick è di trascorrere un ultimo periodo insieme e così ricostruire il rapporto con la figlia.
Nel frattempo, l'imprenditore Mark Bowman dichiara obsoleto PAL, l'intelligenza artificiale da lui creata, rimpiazzandola con una linea di robot domestici. Per vendetta, PAL hackera i robot della compagnia, ordinando loro di catturare tutti gli esseri umani con l'intento di lanciarli nello spazio, poiché l'umanità non merita di vivere sulla Terra. I Mitchell riescono a evitare la cattura lungo la strada per il Kansas. Rick vorrebbe rimanere nascosto, mentre Katie vorrebbe invece salvare il mondo. La famiglia scopre che due robot che in precedenza avevano provato a catturarli sono rimasti danneggiati, dimostrandosi amichevoli. I due droidi, soprannominati Eric e Deborah, svelano loro che possono utilizzare uno speciale codice per disattivare PAL, e così facendo spegnere tutti i robot. Katie convince il padre a dirigersi al centro commerciale più vicino per adempiere al compito e salvare l'umanità.
I Mitchell vanno in Colorado in un supermercato per caricare il codice, ma PAL scopre il loro intento e mobilita tutti i dispositivi elettronici dotati di chip PAL affinché li fermi. La famiglia riesce a sconfiggerli, ma nello scontro distruggono il router PAL e così facendo il caricamento del codice viene annullato. Decidono così, nonostante la pericolosità dell'impresa, di dirigersi nella Silicon Valley per caricare il codice direttamente su PAL. Lungo la strada, Linda racconta a Katie che lei e Rick da giovani vivevano in una baita in montagna, poiché il sogno di Rick era quello di vivere in mezzo alla natura, ma che alla fine dovette rinunciarvi; perciò è così preoccupato per il futuro della figlia, poiché teme che possa subire una delusione com'era successo a lui.
All'arrivo nella Silicon Valley, i Mitchell si travestono da robot e si infiltrano nel quartier generale di PAL, venendo però rapidamente smascherati; Rick e Linda vengono catturati dai robot ed Eric e Deborah vengono riprogrammati per tornare a servire PAL, mentre Katie, Aaron e Monchi riescono a fuggire. Katie trova delle vecchie registrazioni e scopre così che Rick ha rinunciato al suo sogno per prendersi cura di lei. Nel frattempo, Rick dalla sua prigionia vede uno dei film di Katie e comprende il suo talento e come abbia sbagliato a non supportarla. Katie e Aaron tornano nel quartier generale di PAL, sfruttando l'aspetto di Monchi, il quale causa un malfunzionamento nei robot. Con l'aiuto di Mark, Rick e Linda si liberano e pianificano di caricare su tutti gli schermi uno dei film di Katie con Monchi protagonista per mandare i robot in corto circuito.
Katie e Aaron vengono catturati a loro volta e la ragazza riconosce l'importanza della famiglia nonostante le divergenze e i litigi. Eric e Deborah tornano dalla parte dei Mitchell e aiutano Rick a caricare il film di Katie. Quest'ultima viene gettata da PAL giù per la torre, ma Rick, Eric e Deborah la recuperano e combattono i droidi con l'aiuto di Linda e Aaron. Alla fine Katie distrugge PAL, gettando il cellulare di Mark dove si trovava la malvagia IA in un bicchiere d'acqua, liberando tutti gli umani e distruggendo i robot, tranne Eric e Deborah. Pochi mesi dopo, Katie viene accompagnata al college dalla sua famiglia, salutandoli con sincero affetto prima di iniziare la sua nuova vita scolastica. Successivamente, la famiglia parte per un altro viaggio con Eric e Deborah verso Washington per accettare la Medaglia d'onore del Congresso.

## Promozione
Il trailer è stato diffuso il 3 marzo 2020.

## Distribuzione
Inizialmente previsto per il 23 ottobre 2020 con il titolo Superconnessi (Connected), il film è stato rinviato al 30 aprile 2021 su Netflix, che ha acquistato i diritti del film per 110 milioni di dollari. Venne trasmesso in prima TV su Rai 2 il 31 dicembre 2024.

## Accoglienza

### Critica
Il sito aggregatore di recensioni Rotten Tomatoes riporta che il 97% delle 213 recensioni professionali ha dato un giudizio positivo sul film, con un voto medio di 8,20/10 e il consenso: "Accattivante ed energico, I Mitchel contro le macchine offre una storia divertente e piacevole che tutta la famiglia può godere". Su Metacritic il film detiene un punteggio di 81 su 100 basato su 28 critiche.

## Riconoscimenti
- 2022 – Premio Oscar
  - Candidatura al miglior film d'animazione a Mike Rianda, Phil Lord, Christopher Miller e Kurt Albrecht
- 2022 – British Academy Film Awards
  - Candidatura al miglior film d'animazione a Mike Rianda, Phil Lord e Christopher Miller
- 2022 – Critics' Choice Awards
  - Candidatura al miglior film d'animazione a Mike Rianda
- 2021 – Annie Award
  - Miglior film d'animazione